# Turn- und Sportverein Herrsching 2020-2021
Questa voce raccoglie le informazioni riguardanti il Turn- und Sportverein Herrsching nelle competizioni ufficiali della stagione 2020-2021.

## Organigramma societario
Area direttiva
- Presidente: Fritz Frömming

Area tecnica
- Allenatore: Maximilian Hauser
- Allenatore in seconda: Timo Kuhnke, Uwe Lindemann
- Assistente allenatore: Michael Mattes, Aleksandar Milovančević

Area sanitaria
- Medico: Andreas Kugler
- Fisioterapista: Philipp Dehoust, Robin Lücke

## Rosa
| N° | Nome             | Ruolo | Data di nascita   | Nazionalità sportiva |
| -- | ---------------- | ----- | ----------------- | -------------------- |
| 1  | Đorđe Ilić       | C     | 23 settembre 1994 | Serbia               |
| 2  | Moritz Eckardt   | L     | 15 giugno 2001    | Germania             |
| 3  | Justus Lembach   | P     | 6 giugno 2001     | Germania             |
| 4  | Tim Peter        | S     | 8 settembre 1994  | Germania             |
| 5  | Luuc van der Ent | C     | 27 luglio 1998    | Paesi Bassi          |
| 6  | Johannes Tille   | P     | 7 maggio 1997     | Germania             |
| 7  | Ferdinand Tille  | L     | 8 dicembre 1988   | Germania             |
| 8  | Jonas Kaminski   | O     | 8 maggio 1996     | Germania             |
| 9  | Iven Ferch       | C     | 18 settembre 1997 | Germania             |
| 12 | Laurenz Welsch   | S     | 20 giugno 2003    | Germania             |
| 13 | Jori Mantha      | S     | 27 novembre 1992  | Canada               |
| 14 | Jalen Penrose    | O     | 9 dicembre 1994   | Stati Uniti          |
| 14 | Johannes Kessler | S     | 28 marzo 1992     | Germania             |
| 18 | David Wieczorek  | S     | 3 gennaio 1996    | Stati Uniti          |

## Statistiche

### Statistiche di squadra
| Competizione      | Punti | In casa | In casa | In casa | In trasferta | In trasferta | In trasferta | Totale | Totale | Totale |
| Competizione      | Punti | G       | V       | P       | G            | V            | P            | G      | V      | P      |
| ----------------- | ----- | ------- | ------- | ------- | ------------ | ------------ | ------------ | ------ | ------ | ------ |
| 1. Bundesliga     | 35    | 11      | 6       | 5       | 11           | 5            | 6            | 22     | 11     | 11     |
| Coppa di Germania | -     | 1       | 1       | 0       | 1            | 0            | 1            | 2      | 1      | 1      |
| Totale            | -     | 12      | 7       | 5       | 12           | 5            | 7            | 24     | 12     | 12     |

G = partite giocate; V = partite vinte; P = partite perse

### Statistiche dei giocatori
| Giocatore      | 1. Bundesliga | 1. Bundesliga | 1. Bundesliga | 1. Bundesliga | 1. Bundesliga | Coppa di Germania | Coppa di Germania | Coppa di Germania | Coppa di Germania | Coppa di Germania | Totale | Totale | Totale | Totale | Totale |
| Giocatore      | P             | PT            | AV            | MV            | BV            | P                 | PT                | AV                | MV                | BV                | P      | PT     | AV     | MV     | BV     |
| -------------- | ------------- | ------------- | ------------- | ------------- | ------------- | ----------------- | ----------------- | ----------------- | ----------------- | ----------------- | ------ | ------ | ------ | ------ | ------ |
| M. Eckardt     | 2             | 0             | 0             | 0             | 0             | -                 | -                 | -                 | -                 | -                 | 2      | 0      | 0      | 0      | 0      |
| I. Ferch       | 17            | 41            | 25            | 13            | 3             | 0                 | 0                 | 0                 | 0                 | 0                 | 17     | 41     | 25     | 13     | 3      |
| Đ. Ilić        | 22            | 174           | 128           | 39            | 7             | 2                 | 20                | 15                | 4                 | 1                 | 24     | 194    | 143    | 43     | 8      |
| J. Kaminski    | 21            | 143           | 119           | 13            | 11            | 2                 | 21                | 19                | 2                 | 0                 | 23     | 164    | 138    | 15     | 11     |
| J. Kessler     | -             | -             | -             | -             | -             | 0                 | 0                 | 0                 | 0                 | 0                 | 0      | 0      | 0      | 0      | 0      |
| J. Lembach     | 3             | 1             | 0             | 1             | 0             | 0                 | 0                 | 0                 | 0                 | 0                 | 3      | 1      | 0      | 1      | 0      |
| J. Mantha      | 21            | 247           | 207           | 18            | 22            | 2                 | 33                | 23                | 3                 | 7                 | 23     | 280    | 230    | 21     | 29     |
| J. Penrose     | 16            | 241           | 204           | 11            | 26            | 1                 | 8                 | 7                 | 1                 | 0                 | 17     | 249    | 211    | 12     | 26     |
| T. Peter       | 22            | 196           | 154           | 27            | 15            | 2                 | 24                | 16                | 3                 | 5                 | 24     | 220    | 170    | 30     | 20     |
| F. Tille       | 21            | 0             | 0             | 0             | 0             | 2                 | 0                 | 0                 | 0                 | 0                 | 23     | 0      | 0      | 0      | 0      |
| J. Tille       | 22            | 75            | 23            | 20            | 32            | 2                 | 6                 | 4                 | 0                 | 2                 | 24     | 81     | 27     | 20     | 34     |
| L. van der Ent | 21            | 186           | 127           | 44            | 15            | 2                 | 18                | 12                | 5                 | 1                 | 23     | 204    | 139    | 49     | 16     |
| L. Welsch      | 5             | 0             | 0             | 0             | 0             | -                 | -                 | -                 | -                 | -                 | 5      | 0      | 0      | 0      | 0      |
| D. Wieczorek   | 15            | 117           | 90            | 13            | 14            | 1                 | 1                 | 1                 | 0                 | 0                 | 16     | 118    | 91     | 13     | 14     |

P = presenze; PT = punti totali; AV = attacchi vincenti; MV = muri vincenti; BV = battute vincenti